# ヴラジーミル・ヴィソツキー

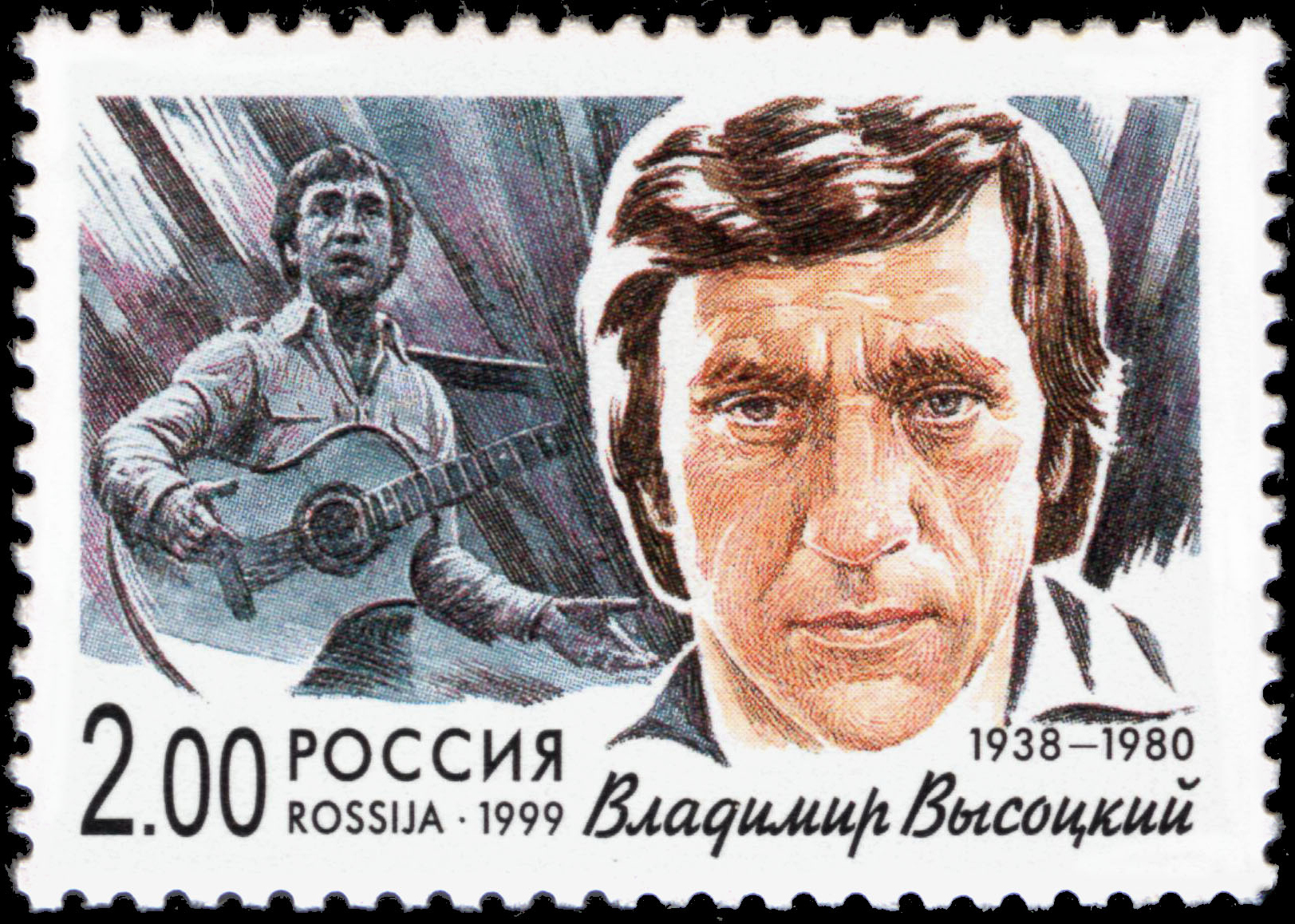
ロシア切手 ヴラジーミル・ヴィソツキー、1999年

ヴラジーミル・セミョーノヴィチ・ヴィソツキー（ロシア語：Владимир Семёнович Высоцкий ヴラヂーミル・シミョーナヴィチュ・ヴィソーツキイ、1938年1月25日 - 1980年7月25日）は、ソ連の詩人、俳優、シンガーソングライターである。
日本語では、ウラジミール・ヴィソツキーやビソツキー、ヴィソーツキイとも表記される。

## 人物

### 経歴
1938年にモスクワで生まれた。モスクワ芸術座演劇学校卒業。俳優としてはリュビーモフのタガンカ劇場に加わり、『ハムレット』の演技で名声を得た。
1960年代に、ブラート・オクジャワらと吟遊詩人（バルド）運動に参加し、ソ連国民の心を“しわがれ声”でギターの弾き語りを始めた。

### 時代背景
余りにも激しい体制批判ゆえに、生前には1冊の詩集も1枚のレコードも出すことを禁じられていた。にもかかわらず、ソ連国民のヒーローであり良心であった。
彼の楽曲を収録したカセットテープは何度となくダビングされ、人の手から手へと渡り、ソ連中に広まった。モスクワから遠く離れた小さな村の家の窓からさえ、彼の歌は鳴り響いていたといわれている。真実の詩と情熱と勇気とを、ギターをかかえ、しわがれた声で歌うヴィソツキーは、一人で全体主義的管理と状況に立ち向かい、モスクワオリンピックの最中に42歳の若さで死去。葬儀の行われたタガンカ劇場の周りには、前代未聞の10万人から20万人の人々が集まり、オリンピック警備陣から数千人が流用された。
ロシアのジャック・ブレル、ジョン・レノンやボブ・ディランと評する人も多い。没年についても、ジョン・レノンと同じである。
ロシアの国営テレビや世論調査機関などが共催した「ロシアの英雄」を選ぶ人気投票でニコライ2世、スターリン、レーニンに次いで4位になっている。
ロシアの歌手、アレキサンドル・グラツキーが、ヴィソツキーが亡くなったのと同じ1980年にヴィソツキーを追悼する楽曲「ソング（亡き友を思うソング）」を発表し、ソ連国内で大ヒットした。「ソング」は1990年の第41回NHK紅白歌合戦でグラツキーが歌唱し、1991年発売のグラツキーの日本国内盤『ソング』にも収録されている。

### 妻・マリナ・ヴラディ
ヴラジミール・ヴィソツキーの最後の妻は、ロシア系フランス人のマリナ・ヴラディ（Marina Vlady,本名 Marina De Poliakoff-Baïdaroff、1938年5月10日 - ）である。マリナは、1963年にはカンヌ国際映画祭で出演した映画『女王蜂』で最優秀主演女優賞をするなどのフランス映画の重鎮的存在である。ヴィソツキーの楽曲は、フランスでレコーディングされたものが多い。

## 外国での紹介

### 映画『ホワイトナイツ/白夜』
ミハイル・バリシニコフとグレゴリー・ハインズの共演で話題となった映画『ホワイトナイツ/白夜（監督：テイラー・ハックフォード、1985年・アメリカ）』でも、ヴィソツキーの歌が使用されている。
ミハイル・バリシニコフ演じる亡命ロシア人バレエダンサー「ニコライ・ロドチェンコ」の乗った飛行機が事故により、ソ連領シベリアに不時着、KGBの監視の下に軟禁状態になる。かつての恋人は、彼女が恋人ニコライ亡命後のソ連で生きる為にKGBの諜報員の下にいたが、キーロフ劇場の舞台でラジカセでヴィソツキーの歌を聴く彼女の本心を知り、脱出の助けを求める。ラジカセが大音量になり、ヴィソツキーの歌声をバックにニコライが踊るシーンは圧巻である。しかし、サウンドトラックには収録されていない。

### 日本で紹介された作品
ロシアからの輸入盤は、ソビエト連邦の崩壊以降、ロシアの政治・経済が安定していくにつれて東京・神田にあったロシア・レコード輸入販売店・新世界レコード社が扱っていたため、次第に容易に入手できるようになっていた。しかし、2007年に同店が閉店したため、再び日本での輸入盤の入手が困難になっている。
なお、オーマガトキからアルバム『大地の歌』が発売されている。
宮崎駿はアニメ映画『風の谷のナウシカ』のエンディングにヴィソツキーの『大地の歌』を使用したがったが、版権の問題がクリアできず実現しなかった。
NHKでは五木寛之をホストに、教育テレビスペシャル「モスクワは忘れない〜吟遊詩人ヴィソツキーの歌」を1992年4月16日に放映した。
テレビ朝日『タモリ倶楽部』のコーナーである「空耳アワー」でもたびたび投稿されている。
- 1994年「どこへ行くのも五百キロ」より「日本の顔 日本の顔」
- 2008年「奴は戦闘から戻らなかった」より「鳥カゴ 逃げるのさ いずこへ」
- 2012年「オオカミ狩り」より「ちょっとポストは大きい」
- 2014年「山彦の銃殺」より「コロッケ トマト イクラ トマト イクラ」[5]
- 2018年「オオカミ狩り」より「イクラよ 俺 カニ イクラ ネギトロも握ったろか?」[6]

1990年から1991年にかけて三陽商会の企業広告TV-CMに「暗闇で」が使われた。

## 代表作

### 歌曲
- 奴は戦闘から戻らなかった
- オオカミ狩り
- 大地の歌
- 俺はマガダンに行ったぜ
- 07
- いまだ日は落ちず
- 恋歌
- 地球の歌
- 暗闇で（闇の彼方に）

### アルバム（日本国内盤のみ）
- いまだ日は落ちず（日本ビクター）全18曲レコード
- 帰らぬ兵士の夢（音楽センター）全15曲オムニバスで3曲収録レコード
- ウラジーミル・ヴィソーツキイ／大地の歌（オーマガトキ）全25曲レコード＆CD

### 舞台
- ガリレイの生涯 - ガリレイ役(主役)
- プガチョーフ（エセーニン作の詩劇) - フロプーシャ（ロシア語版）役
- ハムレット - ハムレット役(主役)
- 桜の園 - ロパーヒン役
- 罪と罰 - スヴィドリガイロフ役

### 映画
- 『垂直線』
- 『二人の同志が戦っていた』
- 『小さな悲劇』

### 評伝
- マリナ・ヴラディ（著）吉本素子（訳）『ヴィソツキー あるいは、さえぎられた歌』リブロポート、1992年、ISBN 4-8457-0720-9

## 日本語訳のカバー曲が含まれる作品
- 石井好子『石井好子リサイタル』オーマガトキ
- 新井英一『オオカミ狩り ヴィソーツキイとパリの男たち』オーマガトキ
- 渡辺歌子『さらば光、風、バラよ 渡辺歌子コンサート1987』オーマガトキ